# 拡張ディッキー–フラー検定
拡張ディッキー–フラー検定（かくちょうディッキー–フラーけんてい、ADF検定、英: augmented Dickey–Fuller test, ADF test）とは、統計学と計量経済学において、時系列標本が単位根を持つかどうかの仮説検定である。これは大きくより複雑な時系列モデルに対するディッキー–フラー検定の拡張版となっている。検定で用いられる拡張ディッキー–フラー検定統計量は負の値を取る。より大きな負の値を取れば取るほど、ある有意水準の下で単位根が存在するという仮説を棄却する可能性が強くなる。

## 検定の手続き
ADF検定の手続きはディッキー–フラー検定と同じだが、以下のようなモデルに適用される。
{\displaystyle \Delta y_{t}=\alpha +\beta t+\gamma y_{t-1}+\delta _{1}\Delta y_{t-1}+\cdots +\delta _{p-1}\Delta y_{t-p+1}+\varepsilon _{t},}
ここで {\displaystyle \alpha } は定数であり、{\displaystyle \beta } は時間トレンドの係数、{\displaystyle p} は自己回帰過程のラグ次数である。制約 {\displaystyle \alpha =0} と {\displaystyle \beta =0} を課すことはランダムウォークモデルを仮定する事に対応し、制約 {\displaystyle \beta =0} のみを課すことはドリフト付きランダムウォークモデルを仮定する事に対応する。結果として、ディッキー–フラー検定での議論と同様に、ADF検定には3つのバージョンが存在する（ディッキー–フラー検定の項目における検定方程式に切片と非確率的時間トレンド項を含むかどうかの不確実性の取り扱いにおける議論を参照せよ）。
ラグ次数 p を含めることで、ADF検定の定式化は高次の自己回帰過程を許容する。これはつまり検定を適用する時はラグの長さ p を決める必要があるということである。一つの方法として高い次数から順番に係数のt検定を行う方法がある。他の方法として赤池情報量規準、ベイズ情報量規準、Hannan–Quinn情報量規準のような情報量規準を調べる方法がある。
単位根検定は帰無仮説 {\displaystyle \gamma =0} と対立仮説 {\displaystyle \gamma <0} の下で行われる。ひとたび検定統計量の値
{\displaystyle DF_{\tau }={\frac {\hat {\gamma }}{SE({\hat {\gamma }})}}}
が計算されれば、ディッキー–フラー検定における関連する棄却値の値と比較することが出来る。もし検定統計量が（大きな負の）棄却値より小さければ（この検定は対称ではないので絶対値を考える必要はない）、帰無仮説 {\displaystyle \gamma =0} は棄却され、単位根は存在しない。

## 直感的説明
この検定の背後にある直感的なアイデアは、もし系列が和分過程、つまり単位根を持つならば、系列 （{\displaystyle y_{t-1}}） のラグの値は、ラグ値 （{\displaystyle \Delta y_{t-k}}） の値の変化を除いて {\displaystyle y_{t}} の変化を予測するに当たって追加的な情報を持たない。この場合、 {\displaystyle \gamma =0} であり、帰無仮説は棄却されない。

## 例
定数項と時間トレンド項を含むモデルが50個の観測値からなるサンプルを用いて推定され、その {\displaystyle DF_{\tau }} が −4.57 であったとする。これは表の棄却値 −3.50 より小さく、ゆえに有意水準95%で単位根が存在するという帰無仮説は棄却される。
| ディッキー–フラーのt分布についての棄却値 | ディッキー–フラーのt分布についての棄却値 | ディッキー–フラーのt分布についての棄却値 | ディッキー–フラーのt分布についての棄却値 | ディッキー–フラーのt分布についての棄却値 |
| ---------------------------------------- | ---------------------------------------- | ---------------------------------------- | ---------------------------------------- | ---------------------------------------- |
|                                          | トレンドなし                             | トレンドなし                             | トレンドあり                             | トレンドあり                             |
| サンプルサイズ                           | 1%                                       | 5%                                       | 1%                                       | 5%                                       |
| T = 25                                   | −3.75                                    | −3.00                                    | −4.38                                    | −3.60                                    |
| T = 50                                   | −3.58                                    | −2.93                                    | −4.15                                    | −3.50                                    |
| T = 100                                  | −3.51                                    | −2.89                                    | −4.04                                    | −3.45                                    |
| T = 250                                  | −3.46                                    | −2.88                                    | −3.99                                    | −3.43                                    |
| T = 500                                  | −3.44                                    | −2.87                                    | −3.98                                    | −3.42                                    |
| T = ∞                                    | −3.43                                    | −2.86                                    | −3.96                                    | −3.41                                    |
| ソース:373                               |                                          |                                          |                                          |                                          |

## 他の検定
他の単位根検定として、フィリップス–ペロン検定やElliott, Rothenberg and Stock (1996)によるADF-GLS検定がある。

## 統計パッケージにおいての実装
- Rにおいては、パッケージ tseries に adf.test 関数が含まれている[4]。
- Gretlは拡張ディッキー–フラー検定を含んでいる[5]。
- MATLABにおいては、adftest 関数がEconometric Toolboxに含まれており[6]、フリーバージョンでは'Spatial Econometrics' toolboxで利用可能である[7]。
- SAS (ソフトウェア)（英語版）においては、PROC ARIMA でADF検定が行われる[8]。
- Stataにおいては、コマンド dfuller がADF検定として用いられている[9]。
- EViews（英語版）では、Augmented Dickey-Fuller が"Unit Root Test"の下で利用可能である[10]。
- Pythonでは、adfuller 関数がモジュール Statsmodels で利用可能である[11]。
- Javaでは、AugmentedDickeyFuller クラスが SuanShu に含まれており[12][13]、com.numericalmethod.suanshu.stats.test.timeseries.adf パッケージの下で利用可能である。